# إريس كيلسو
إريس كيلسو (بالإنجليزية: Iris Kelso)‏ هي صحفية أمريكية، ولدت في 10 ديسمبر 1926 في فيلادلفيا في الولايات المتحدة، وتوفيت في 2 نوفمبر 2003 في نيو أورلينز في الولايات المتحدة.